# Röstkort

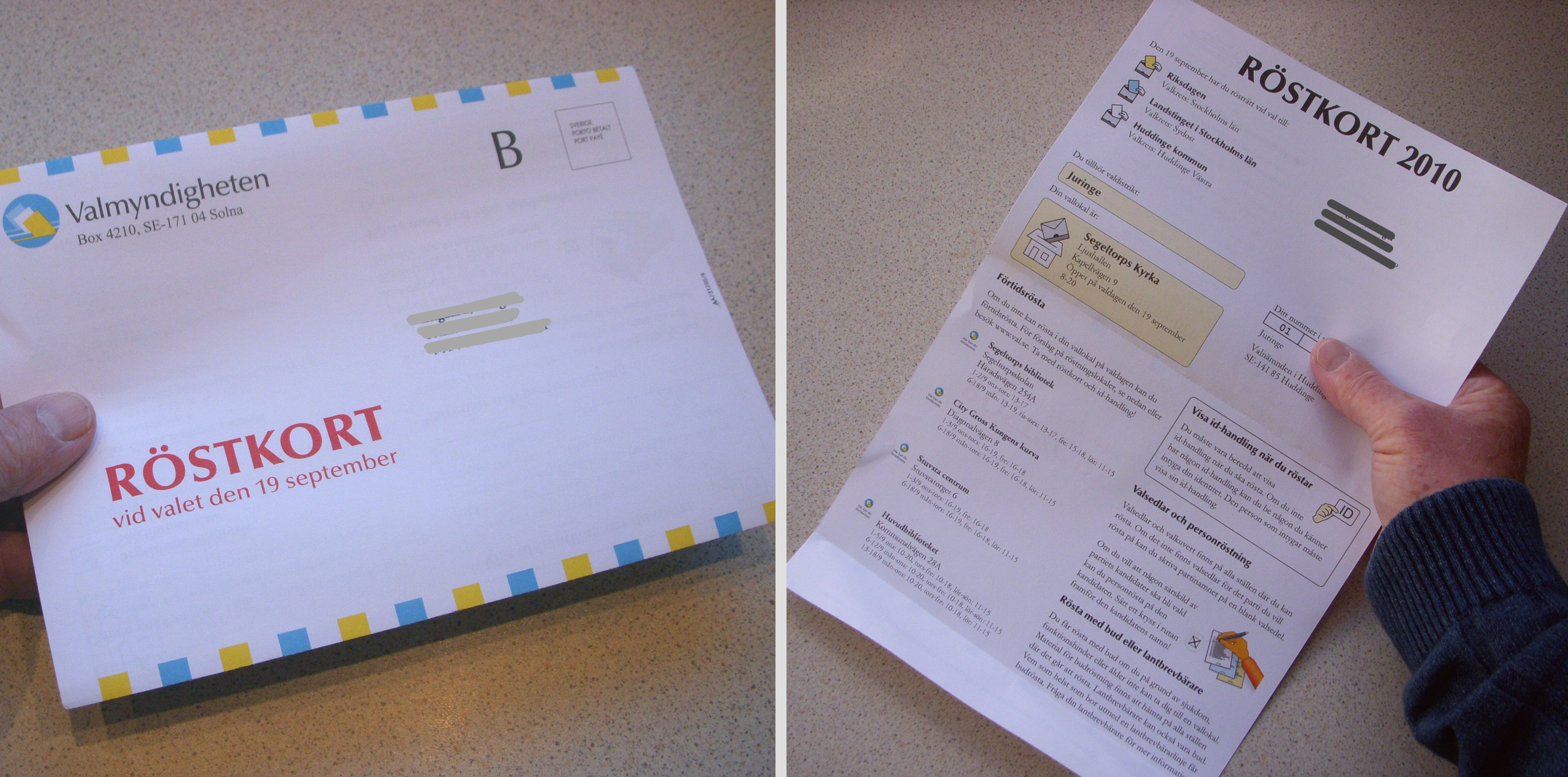
Röstkort för allmänna val i Sverige 2010.

Röstkortet är ett dokument, som används vid allmänna svenska val. Röstkortet visar att en person finns med i röstlängden och vart denne ska gå för att rösta. Röstkortet måste tillsammans med ID-handling visas upp vid förtidsröstning. I vallokalen räcker det med godkänd ID-handling för att man skall få rösta. Röstkort skickas per post till alla som är röstberättigade i ett aktuellt val. Om några uppgifter inte stämmer på röstkortet skall man kontakta länsstyrelsen där man bor.
På röstkortet anges den vallokal som är aktuellt att rösta i på valdagen. Vidare anges alternativa vallokal om man vill förtidsrösta. Om man glömt eller tappat bort sitt röstkort kan man få ett nytt i de flesta lokaler där man kan förtidsrösta. Om man inte kan ta sig själv till någon röstningslokal kan man rösta genom ombud.